# マーハーラーシュトリー
マーハーラーシュトリー（Māhārāṣṭrī）またはマハーラーシュトリー（Mahārāṣṭrī）は、中期インド・アーリア語（プラークリット）のひとつ。とくに韻文に多く用いられる文学語である。
マーハーラーシュトリー語・マハーラーシュトリー語・マハーラシュトラ語などとも呼ぶ。

## 概要
マーハーラーシュトリーとは「マハーラーシュトラ語」という意味であり、実際にマハーラーシュトラの言語変種をもとにしていると思われるが、文学語としては地域とは無関係に用いられる。
言語の特徴としては、サンスクリットとくらべて母音間の子音が激しく弱化していることがあげられる。子音の弱化は他のプラークリットにも見られるが、マーハーラーシュトリーでは変化が極端で、母音にはさまれた無気音は脱落し、帯気音は h に変化する。たとえば、サンスクリットの hr̥daya （心臓）に対応するマーハーラーシュトリーは hiaa である。
ダンディンの『カーヴィヤーダルシャ』では、プラークリットの中でマーハーラーシュトリーを最上のものとする。

## 文献

### 詩
マーハーラーシュトリーはまず韻文に現れた。サータヴァーハナ朝のハーラ王（西暦20-24年に在位）が収集したと伝えられる（実際にはもっと新しいらしい）『ガーハー・サッタサイー』（七百頌集）と呼ぶ詩集は現存するもっとも古いマーハーラーシュトリーの文献である。

### 演劇
最初期の演劇である馬鳴の『シャーリプトラ・プラカラナ』（2世紀）などにはまだマーハーラーシュトリーは用いられていない。
マーハーラーシュトリーが用いられるようになった早い作品には、シュードラカの作と伝える『ムリッチャカティカー』（土の小車、4世紀ごろ）がある。またカーリダーサ（4・5世紀）の作品もマーハーラーシュトリーを使ったもっとも早いものに属する。ラージャシェーカラの『カルプーラ・マンジャリー』(9・10世紀ごろ)は全編プラークリットで書かれた珍しい戯曲だが、シャウラセーニーとマーハーラーシュトリーが使われている。
通常、演劇では韻文の部分にマーハーラーシュトリーが用いられる。散文でシャウラセーニーを使う登場人物は、韻文ではマーハーラーシュトリーを用いる。

### ジャイナ教マーハーラーシュトリー
ジャイナ教では、シュヴェーターンバラ派（白衣派）が経典（アーガマ）にアルダマーガディー語を用いたが、経典以外にはマーハーラーシュトリーの一種を用いることがあった。これをジャイナ教マーハーラーシュトリーと呼ぶ。韻文と散文の両方の作品が書かれた。
ジャイナ教マーハーラーシュトリーで書かれた最古の文献はヴィマラ・スーリの『パウマチャリヤ』（パウマ伝、西暦300年ごろ）である。これはパウマ（=padma、ラーマのこと）の生涯を描いた韻文で、ジャイナ教版のラーマーヤナと言える。ジャイナ教マーハーラーシュトリーの作品は8・9世紀ごろまで作られ、その後はアパブランシャを用いるようになった。
ジャイナ教マーハーラーシュトリーの語形はほかのマーハーラーシュトリーと少し異なる。とくに母音の連続をさけるために y をはさむ特徴がある。たとえば上記の「心臓」は hiaa ではなく hiyaya になる。

### 文法学者
マーハーラーシュトリーの文法をはじめて記述したのはヴァラルチの作と伝えられる『プラークリタ・プラカーシャ』で、8巻にわたってマーハーラーシュトリーの音韻と名詞・代名詞・動詞の変化を記した。